# 艾特爾·腓特烈三世

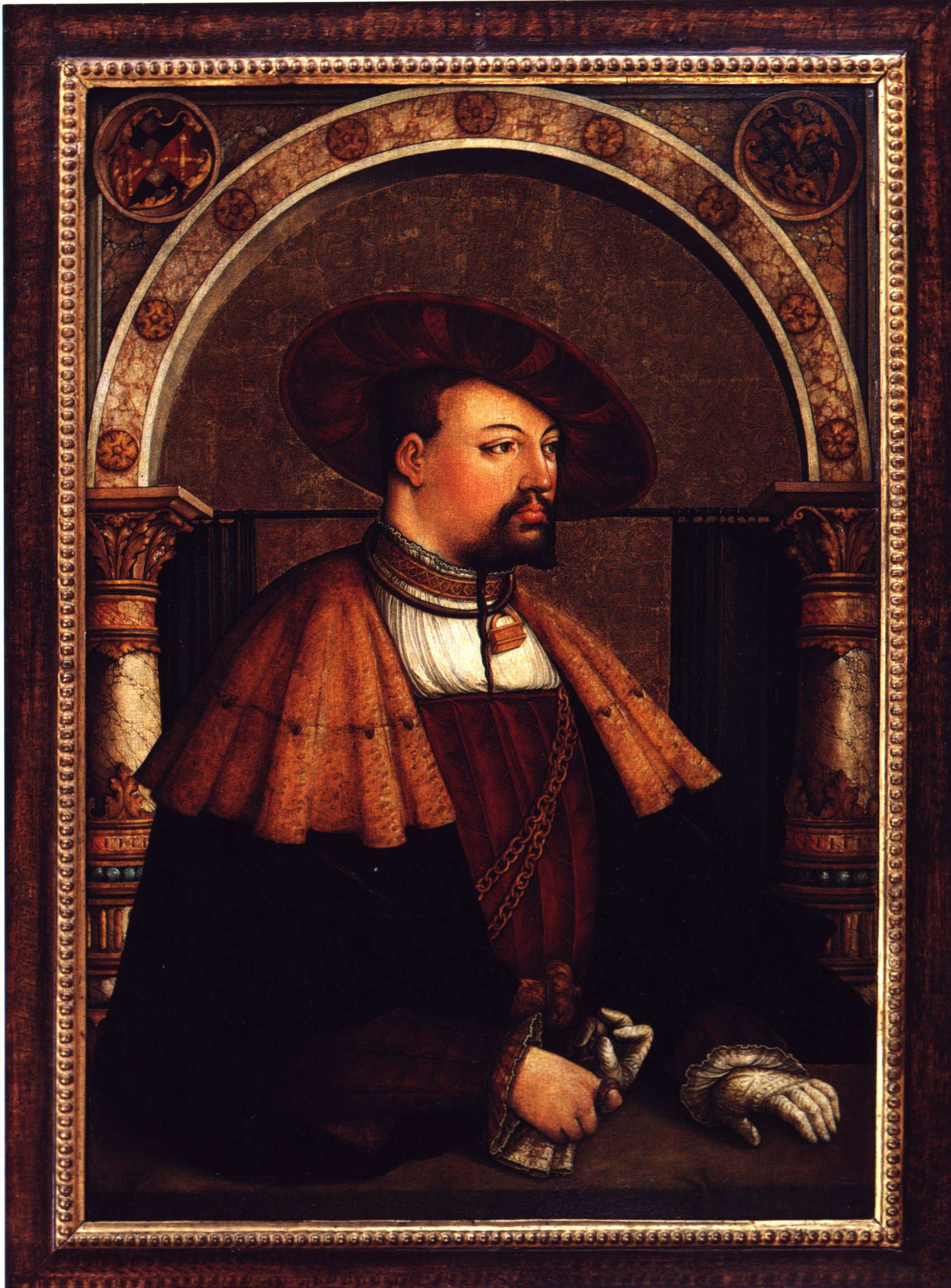
艾特爾·腓特烈三世

艾特爾·腓特烈三世（Eitel Friedrich III，1494年—1525年），霍亨索倫伯爵，艾特爾·腓特烈二世之子，1512年繼承父親伯爵爵位、1525年卒於帕維亞。死後傳位他的兒子卡爾一世。